# (158) Koronis
(158) Koronis ist ein Asteroid des äußeren Hauptgürtels, der am 4. Januar 1876 vom russisch-deutschen Astronomen Viktor Knorre an der Berliner Sternwarte in Friedrichstadt entdeckt wurde. Es war seine erste von vier Asteroidenentdeckungen.
Es gibt mehrere Interpretationen dieses Namens unter Mythologen. Nach Pausanias war Koronis die Mutter von Asklepios durch Apollon. Koronis ist auch der Name einer Hyade, ursprünglich eine Nymphe, Tochter von Atlas und der Okeanide Aithra. Die Benennung erfolgte durch Gustav Adolph Richard Maywald (1817–1886), seit 1869 Mitglied der Astronomischen Gesellschaft.

## Wissenschaftliche Auswertung
Aus Ergebnissen der IRAS Minor Planet Survey (IMPS) wurden 1992 Angaben zu Durchmesser und Albedo für zahlreiche Asteroiden abgeleitet, darunter auch (158) Koronis, für die damals Werte von 35,4 km bzw. 0,28 erhalten wurden. Eine Auswertung von Beobachtungen durch das Projekt NEOWISE im nahen Infrarot führte 2011 zu vorläufigen Werten für den Durchmesser und die Albedo im sichtbaren Bereich von 47,7 km bzw. 0,14. Nachdem die Werte nach neuen Messungen 2012 auf 31,0 km bzw. 0,36 korrigiert worden waren, wurden sie 2014 auf 39,0 km bzw. 0,21 geändert.
Photometrische Beobachtungen des Asteroiden wurde erstmals vom 3. bis 5. Mai 1984 am McDonald-Observatorium in Texas durchgeführt. Aus der Lichtkurve konnte eine Rotationsperiode von 14,18 h abgeleitet werden. In den folgenden Jahren gab es mehrere Kampagnen, bei denen (158) Koronis erneut photometrisch untersucht wurde: Im Januar 1988 und Mai 1989 am McDonald-Observatorium, im Januar/Februar 1993, im März und im April 1994 am Wallace Astrophysical Observatory in Massachusetts und am Michigan-Dartmouth-MIT Observatory in Arizona. Die gewonnenen Lichtkurven ermöglichten es, die Rotationsperiode noch genauer zu 14,218 h zu bestimmen.

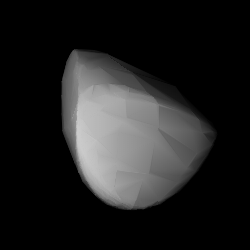
Berechnetes 3D-Modell von (158) Koronis

Aus Beobachtungen der Jahre 1984 bis 1994 konnte auch in der Ukraine für (158) Koronis eine Rotationsperiode von 14,206 h abgeleitet werden. Es wurde auch eine Position für die Rotationsachse mit retrograder Rotation sowie die Achsenverhältnisse eines dreiachsig-ellipsoidischen Gestaltmodells für den Asteroiden bestimmt. Bei weiteren Beobachtungen am Wallace Astrophysical Observatory von Februar bis Mai 1998 und April bis Juni 1999 konnten neben einer Rotationsperiode von 14,2057 h auch Gestaltmodelle für den Asteroiden sowie zwei alternative Lösungen für die Position der Rotationsachse mit retrograder Rotation abgeleitet werden. Neue photometrische Messungen vom 2. bis 24. September 2010 am Altimira Observatory in Kalifornien ergaben wieder eine sehr ähnliche Rotationsperiode von 14,208 h.
Eine Sternbedeckung durch den Asteroiden am 13. Dezember 2005 führte dann in einer Untersuchung von 2011 zur Bestimmung eines effektiven Durchmessers von 38 ± 5 km und zur Auswahl eines eindeutigen Rotationspols sowie ebenfalls einer Rotationsperiode von 14,2057 h. Neue photometrische Beobachtungen vom 15. April bis 3. Mai 2013 am Etscorn Campus Observatory (ECO) in New Mexico ergaben für die Rotationsperiode einen Wert von 14,206 h.
Eine Untersuchung von 2020 bestätigte erneut die Rotationsperiode mit 14,204 h, darüber hinaus konnte eine taxonomische Zuordnung mit einer Wahrscheinlichkeit von 18 % für einen C-Typ und 82 % für einen S-Typ angegeben werden. Zwischen 2012 und 2018 wurden mit der All-Sky Automated Survey for Supernovae (ASAS-SN) auch photometrische Daten von 20.000 Asteroiden aufgezeichnet. Auf mehr als 5000 davon konnte erfolgreich die Methode der konvexen Inversion angewendet werden, darunter auch (158) Koronis, für die in einer Untersuchung von 2021 ein verbessertes dreidimensionales Gestaltmodell für zwei alternative Rotationsachsen mit retrograder Rotation und einer Periode von 14,2057 h berechnet wurde.
Aus archivierten Daten des Asteroid Terrestrial-impact Last Alert System (ATLAS) aus dem Zeitraum 2015 bis 2018 konnte in einer Untersuchung von 2022 mit der Methode der konvexen Inversion eine Rotationsperiode von 14,2059 h berechnet werden. Im Jahr 2023 wurde aus photometrischen Messungen von Gaia DR3 erneut ein dreidimensionales Gestaltmodell des Asteroiden für zwei alternative Rotationsachsen mit retrograder Rotation und einer Periode von 14,2058 h berechnet.

## Koronis-Familie
(158) Koronis ist namensgebendes und eines der größten Mitglieder einer Asteroidenfamilie mit ähnlichen Bahneigenschaften, wie eine Große Halbachse von 2,82–3,08 AE, eine Exzentrizität von 0,02–0,11 und eine Bahnneigung von 1,4°–2,7°. Taxonomisch handelt es sich hauptsächlich um Asteroiden der Spektralklasse S und L, die mittlere Albedo liegt bei 0,23. Der Koronis-Familie wurden im Jahr 2019 fast 9700 Mitglieder zugerechnet. Das Alter der Koronis-Familie wurde in einer Untersuchung von 2015 auf etwa 1,8 ± 0,4 Mrd. Jahre angenommen, als der Ursprungskörper von vielleicht 119 km Durchmesser durch ein katastrophales Kollisionsereignis völlig zertrümmert wurde, während eine neuere Untersuchung von 2019 das Alter auf 1,75 ± 0,30 Mrd. Jahre schätzte. Die Familie könnte entstanden sein, als ein Ursprungskörper von etwa 41 km Durchmesser von einem Impaktor mit einer Größe von mindestens 800 m getroffen wurde, wodurch er etwa 16 % seiner Masse verlor.
Vor etwa 15 Mio. Jahren könnte es ein kleineres Kollisionsereignis mit (158) Koronis gegeben haben, bei dem nur wenige Prozent der Masse verlorengingen, aber etwa 150 neue Objekte entstanden, die als Koronis-2-Familie bezeichnet werden. Eine neuere Untersuchung führt die Entstehung dieser Familie auf ein Ereignis zurück, bei dem der Ursprungskörper von noch etwa 30 km Durchmesser von einem Impaktor mit einer Größe von mindestens 700 m getroffen wurde, wodurch er etwa 70 % seiner Masse verlor.